# آيت علي أوحساين (دوار)
آيت علي أوحساين هو دُوَّار يقع بجماعة آيت بلال، إقليم ازيلال، جهة بني ملال خنيفرة في المملكة المغربية. ينتمي الدوّار لمشيخة آيت بلال 1 التي تضم 20 دواوير. يقدر عدد سكانه بـ 389 نسمة حسب الإحصاء الرسمي للسكان والسكنى لسنة 2004.

## وصلات خارجية
- البوابة الوطنية للجماعات الترابية
- المندوبية السامية للتخطيط